# Menasco Motors Company

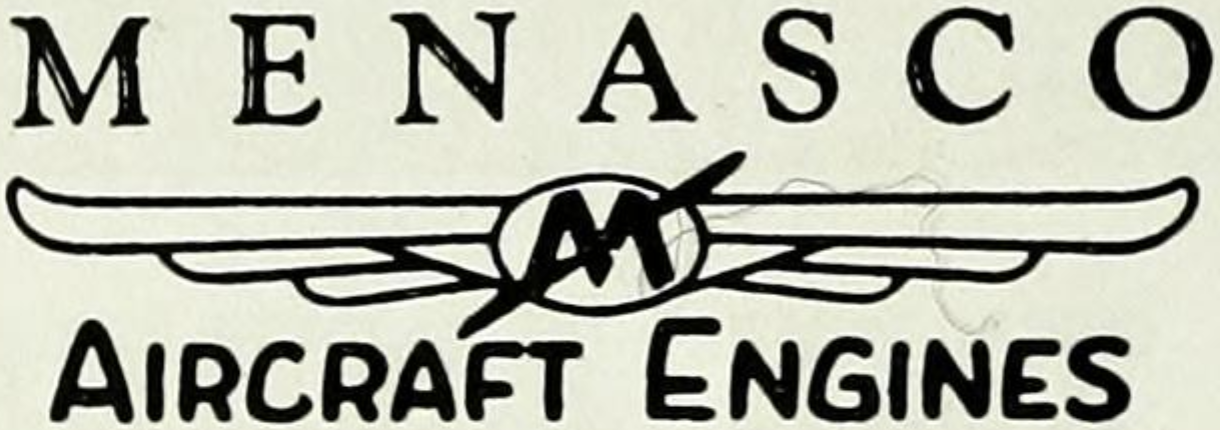
Logo Menasco Aircraft Engines en 1935.

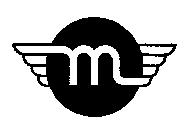
Logo de Menadco Manufacturing Company en 1945.

La Menasco Motors Company est une société de construction de moteurs d'avion et de trains d’atterrissage fondée en 1926 par Albert S. (Al) Menasco à Burbank dans le comté de Los Angeles

## Historique
Elle est d'abord destinée à convertir les moteurs Salmson Z-9 à refroidissement liquide provenant des surplus de la Première Guerre mondiale et le revendre sur le marché civil.
En 1929, Menasco a conçu son propre moteur, le 4-A, un moteur en ligne inversé refroidi par air.
En 1940, la compagnie change son nom pour Menasco Manufacturing Company, qui reflète mieux son activité de concepteur de trains d'atterrissage dont il devient le plus important fabricant aux États-Unis. Plus de 80 000 seront produits, équipant les avions comme le Lockheed P-38 Lightning, le North American P-51 Mustang, le Republic P-47 Thunderbolt et le Lockheed P-80 Shooting Star.
Après la guerre son activité s'est tournée vers la production de trains d'atterrissage pour les avions de ligne, équipant même la navette spatiale américaine.
En 1977 Colt rachète l'entreprise, le conglomérat prend le nom de Coltec en 1990.

### Fin de l'entreprise
Au premier trimestre de 1994, Coltec Industries Inc. ferme son usine de fabrication de trains d'atterrissage à Burbank, en Californie, consolidant la production de systèmes de trains d'atterrissage dans son usine de Menasco Aerosystems à Fort Worth, au Texas, et dans son usine de Menasco Aerospace. Ltd. à Oakville, Ontario, Canada.
Coltec Industries est acquise par Goodrich Corporation Goodrich Aerospace en 1999 dans le cadre d'une fusion de 2,2 milliards de dollars, créant une société ayant des intérêts dans l'aérospatiale, les produits chimiques spécialisés et les produits industriels. Il s'agissait de la deuxième acquisition aérospatiale majeure de l'année pour Goodrich.
Le 26 juillet 2012, United Technologies Corporation achete Goodrich. Les divisions invendues de Hamilton Sundstrand et Goodrich ont ensuite fusionné pour créer UTC Aerospace Systems.
En septembre 2017, United Technologies Corporation annonce l'acquisition de Rockwell Collins pour 30 milliards de dollars. Après intégration au sein de UTC Aerospace Systems, la nouvelle entité prend le nom Collins Aerospace.